# HD16956
HD16956 — хімічно пекулярна зоря спектрального класу A2, що має видиму зоряну величину в смузі V приблизно  7,8.
Вона  розташована на відстані близько 447,4 світлових років від Сонця.

## Пекулярний хімічний вміст
Зоряна атмосфера GSC1229-406 має підвищений вміст 
Sr
.